# Szederjes
Szederjes (románul Mureni, németül Neuflaigen, vagy Sedresch) falu Romániában, Maros megyében, Segesvártól 17 km-re keletre az Erked-patak mellett.

## Története
1270-ben Scederyes néven említik először. A falunak 1279-ben már állt Szűz Mária tiszteletére szentelt temploma, de ebből csak a különálló torony maradt meg. A lakosság a 16. században református hitre tért. Nemesi kúriája pusztulófélben van.
1910-ben 552, túlnyomórészt magyar lakosa volt. A trianoni békeszerződésig Udvarhely vármegye Székelykeresztúri járásához tartozott. 1992-ben 409 lakosából 355 magyar, 54 román volt.

## Híres emberek
- Itt született Máté Gábor (1933–2002) esztéta, esszé- és tanulmányíró.